# Orangebukig blomsterpickare
Orangebukig blomsterpickare (Dicaeum trigonostigma) är en asiatisk fågel i familjen blomsterpickare med vid utbredning från Bangladesh till Filippinerna och Indonesien.

## Utseende
Orangebukig blomsterpickare är en mycket liten fågel med en kroppslängd på endast 9 cm. Hanen är färgglad med orange undersida, rygg och övergump som kontrasterar med mörk stjärt, mörkt huvud och mörka vingar. Strupen är ljusare grå. Honan är mycket mer färglös, mestadels olivbrun med ljusorange övergump och gul buk.

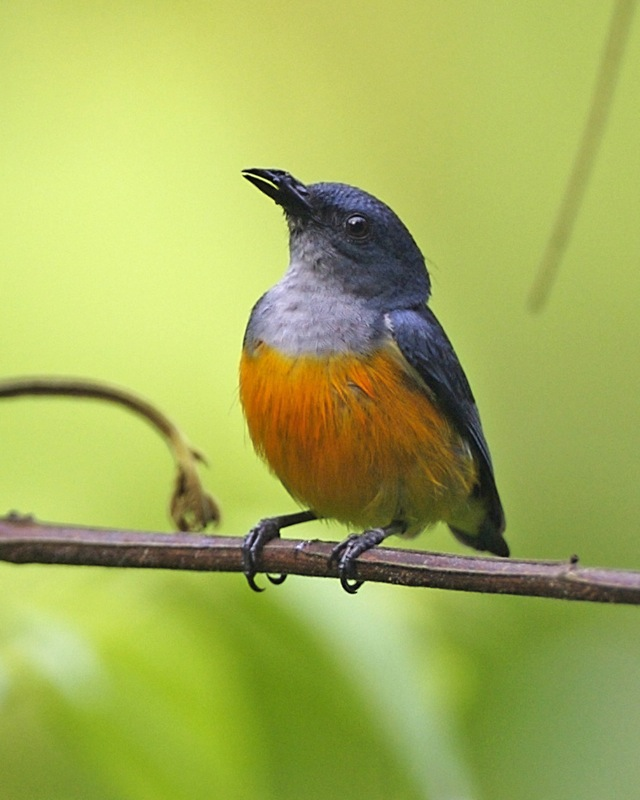
Hane.

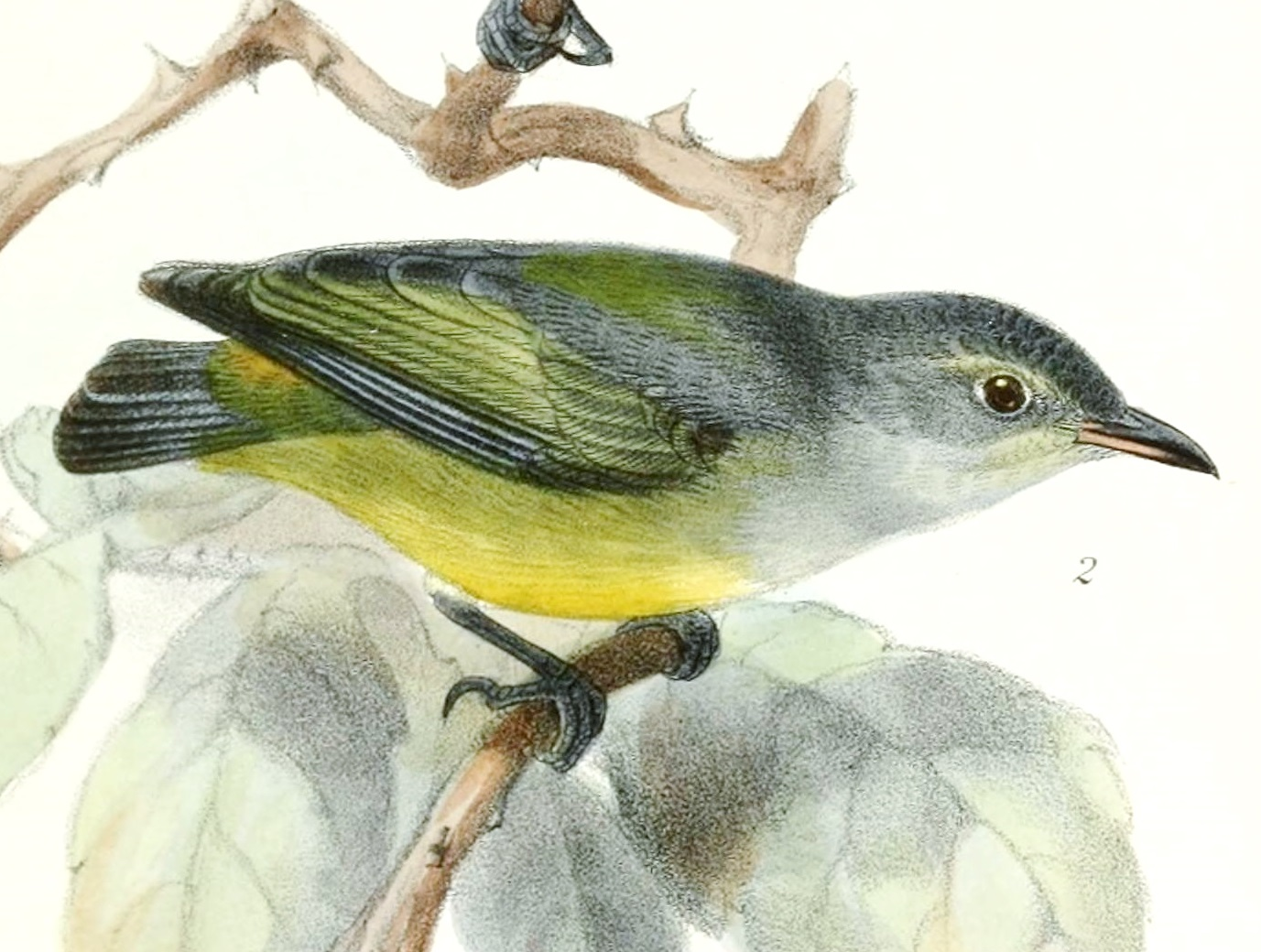
Hona.

## Utbredning och systematik
Orangebukig blomsterpickare delas in i hela 18 underarter med följande utbredning:
- Dicaeum trigonostigma rubropygium – södra Bangladesh till södra Myanmar och thailändska halvön
- Dicaeum trigonostigma trigonostigma – Malackahalvön till Singapore, Sumatra och satellitöar
- Dicaeum trigonostigma melanostigma – Västmalaysia, Sumatra, Bangka och Belitung
- Dicaeum trigonostigma antioproctum – ön Simeulue utanför Sumatra
- Dicaeum trigonostigma megastoma – Great Natuna Island (norra Natunaöarna)
- Dicaeum trigonostigma flaviclunis – Krakatau, Java och Bali
- Dicaeum trigonostigma dayakanum – Borneo och närliggande öar norr om
- Dicaeum trigonostigma xanthopygium – öarna Luzon, Marinduque, Mindoro och Polillo (norra Filippinerna)
- Dicaeum trigonostigma intermedium – Romblon (norra Filippinerna)
- Dicaeum trigonostigma cnecolaemum – Tablas (norra Filippinerna)
- Dicaeum trigonostigma sibuyanicum – Sibuyan (norra Filippinerna)
- Dicaeum trigonostigma dorsale – Masbate, Panay och Negros (centrala Filippinerna)
- Dicaeum trigonostigma besti – Siquijor (södra Filippinerna)
- Dicaeum trigonostigma cinereigulare – Mindanao, Samar, Leyte, Calicoan, Biliran och Bohol
- Dicaeum trigonostigma pallidius – Cebu (centrala Filippinerna)
- Dicaeum trigonostigma isidroi – södra Camiguin (södra Filippinerna)
- Dicaeum trigonostigma assimile – Suluöarna (Tawi-Tawi, Jolo och Siasi)
- Dicaeum trigonostigma sibutuense – Suluarkipelagen (Sibutu, Omapoy och Sipangkot)

Underarten melanostigma behandlas ofta som synonym med trigonostigma.

## Status och hot
Arten har ett stort utbredningsområde, men tros minska i antal, dock inte tillräckligt kraftigt för att den ska betraktas som hotad. Internationella naturvårdsunionen IUCN listar arten som livskraftig (LC).